# Futbol'nyj Klub Kuban' 2017-2018
Questa voce raccoglie le informazioni riguardanti il Futbol'nyj Klub Kuban' nelle competizioni ufficiali della stagione 2017-2018.

## Stagione
La squadra finì il campionato in nona posizione.
In Coppa di Russia la squadra superò ai rigori il Torpedo Armavir, ma perse in casa ai sedicesimi contro lo Spartak Mosca.
Al termine della stagione il club cessò di giocare tra i professionisti.

## Rosa
| N. |                       | Ruolo | Calciatore               |
| -- | --------------------- | ----- | ------------------------ |
| 3  | Russia (bandiera)     | D     | Evgenij Gapon            |
| 6  | Russia (bandiera)     | C     | Denis Jakuba             |
| 8  | Russia (bandiera)     | C     | Oleg Alejnik             |
| 10 | Russia (bandiera)     | C     | Nikita Maljarov          |
| 14 | Russia (bandiera)     | D     | Aleksandr Kleščenko      |
| 19 | Ucraina (bandiera)    | C     | Oleksij Haj              |
| 20 | Russia (bandiera)     | A     | Vladimir Obuchov         |
| 22 | Russia (bandiera)     | P     | Jurij Djupin             |
| 23 | Uzbekistan (bandiera) | D     | Nikolaj Markov           |
| 24 | Russia (bandiera)     | D     | Michail Olegovič Smirnov |
| 26 | Russia (bandiera)     | D     | Sergej Bendz'            |
| 28 | Russia (bandiera)     | D     | Azat Bajryev             |
| 31 | Russia (bandiera)     | A     | Jurij Zavezën            |
| 43 | Russia (bandiera)     | D     | Roman Bugaev             |

| N. |                   | Ruolo | Calciatore          |
| -- | ----------------- | ----- | ------------------- |
| 60 | Russia (bandiera) | C     | Jurij Mitrochin     |
| 62 | Russia (bandiera) | A     | Savelij Pochtarev   |
| 67 | Russia (bandiera) | P     | Maksim Borisko      |
| 70 | Russia (bandiera) | C     | Aleksandr Džumaev   |
| 72 | Russia (bandiera) | C     | Igor' Konovalov     |
| 77 | Russia (bandiera) | C     | Vladimir Lobkarëv   |
| 78 | Russia (bandiera) | C     | Igor' Ponomarëv     |
| 79 | Russia (bandiera) | P     | Nikolaj Moskalenko  |
| 80 | Russia (bandiera) | D     | Daniil Marugin      |
| 81 | Russia (bandiera) | A     | Maksim Sidorov      |
| 89 | Russia (bandiera) | D     | Vladislav Tjufjakov |
| 90 | Russia (bandiera) | C     | Il'mir Nurisov      |
| 96 | Russia (bandiera) | P     | Ruslan Kausarov     |
| 99 | Russia (bandiera) | A     | Spartak Gogniev     |

## Risultati

### Campionato
| Tomsk 8 luglio 2017 1ª giornata | Tom' Tomsk | 1 – 4 referto | Kuban' | Trud Stadium |

| Krasnodar 15 luglio 2017 2ª giornata | Kuban' | 0 – 1 referto | Chimki | Stadio Kuban' |

| Astrachan' 22 luglio 2017 3ª giornata | Volgar' Astrachan' | 3 – 0 referto | Kuban' | Stadio Centrale |

| Krasnodar 26 luglio 2017 4ª giornata | Kuban' | 1 – 0 referto | Šinnik | Stadio Kuban' |

| Velikij Novgorod 30 luglio 2017 5ª giornata | Dinamo San Pietroburgo | 2 – 2 referto | Kuban' | Stadion Ėlektron |

| Tjumen' 5 agosto 2017 6ª giornata | Tjumen' | 1 – 1 referto | Kuban' | Stadio Geolog |

| Novosibirsk 9 agosto 2017 7ª giornata | Sibir' | 2 – 0 referto | Kuban' | Spartak Stadium |

| Krasnodar 13 agosto 2017 8ª giornata | Kuban' | 4 – 1 referto | Gazovik Orenburg | Stadio Kuban' |

| Tambov 19 agosto 2017 9ª giornata | Tambov | 2 – 1 referto | Kuban' | Stadio centrale Spartak |

| Krasnodar 27 agosto 2017 10ª giornata | Kuban' | 2 – 3 referto | Spartak-2 Mosca | Stadio Kuban' |

| Kaliningrad 2 settembre 2017 11ª giornata | Baltika | 5 – 1 referto | Kuban' | Stadio Baltika |

| Krasnodar 6 settembre 2017 12ª giornata | Kuban' | 1 – 1 referto | Enisej | Stadio Kuban' |

| San Pietroburgo 10 settembre 2017 13ª giornata | Zenit-2 | 3 – 3 referto | Kuban' | SK Petrovskij (MSA) |

| Krasnodar 16 settembre 2017 14ª giornata | Kuban' | 2 – 2 referto | Fakel Voronež | Stadio Kuban' |

| Volgograd 24 settembre 2017 15ª giornata | Rotor | 2 – 1 referto | Kuban' |  |

| Kursk 30 settembre 2017 16ª giornata | Avangard Kursk | 0 – 1 referto | Kuban' | Stadio Trudovye rezervy |

| Krasnodar 7 ottobre 2017 17ª giornata | Kuban' | 0 – 0 referto | Luč-Ėnergija | Stadio Kuban' |

| Dzeržinsk 14 ottobre 2017 18ª giornata | Olimpiec N.N. | 0 – 3 referto | Kuban' | Stadion Chimik |

| Krasnodar 21 ottobre 2017 19ª giornata | Kuban' | 2 – 1 referto | Kryl'ja Sovetov Samara | Stadio Kuban' |

| Chimki 28 ottobre 2017 20ª giornata | Chimki | 2 – 1 referto | Kuban' | Stadio Novye Chimk |

| Krasnodar 4 novembre 2017 21ª giornata | Kuban' | 1 – 1 referto | Volgar' Astrachan' | Stadio Kuban' |

| Karavaevo 8 novembre 2017 22ª giornata | Šinnik | 0 – 0 referto | Kuban' | SK «Urožaj» |

| Krasnodar 12 novembre 2017 23ª giornata | Kuban' | 0 – 1 referto | Dinamo San Pietroburgo | Stadio Kuban' |

| Krasnodar 18 novembre 2017 24ª giornata | Kuban' | 3 – 1 referto | Tjumen' | Stadio Kuban' |

| Krasnodar 25 novembre 2017 25ª giornata | Kuban' | 1 – 0 referto | Sibir' | Stadio Kuban' |

| Orenburg 4 marzo 2018 26ª giornata | Gazovik Orenburg | 1 – 0 referto | Kuban' | Stadio Gazovik |

| Krasnodar 8 marzo 2018 27ª giornata | Kuban' | 0 – 0 referto | Tambov | Stadio Kuban' |

| Mosca 17 marzo 2018 28ª giornata | Spartak-2 Mosca | 0 – 0 referto | Kuban' | CUSK Spartak |

| Krasnodar 24 marzo 2018 29ª giornata | Kuban' | 0 – 1 referto | Baltika | Stadio Kuban' |

| Krasnojarsk 31 marzo 2018 30ª giornata | Enisej | 0 – 2 referto | Kuban' | Manež Futbol-Arena Enisej |

| Krasnodar 7 aprile 2018 31ª giornata | Kuban' | 1 – 0 referto | Zenit-2 | Stadio Kuban' |

| Voronež 11 aprile 2018 32ª giornata | Fakel Voronež | 0 – 2 referto | Kuban' | Central'nyj stadion profsojuzov |

| Krasnodar 15 aprile 2018 33ª giornata | Kuban' | 2 – 1 referto | Rotor | Stadio Kuban' |

| Krasnodar 22 aprile 2018 34ª giornata | Kuban' | 0 – 3 referto | Avangard Kursk | Stadio Kuban' |

| Vladivostok 28 aprile 2018 35ª giornata | Luč Vladivostok | 2 – 2 referto | Kuban' | Stadio Dinamo |

| Krasnodar 2 maggio 2018 36ª giornata | Kuban' | 0 – 0 referto | Nižnij Novgorod | Stadio Kuban' |

| Samara 6 maggio 2018 37ª giornata | Kryl'ja Sovetov Samara | 1 – 0 referto | Kuban' | Cosmos Arena |

| Krasnodar 12 maggio 2018 38ª giornata | Kuban' | 3 – 3 referto | Tom' Tomsk | Stadio Kuban' |

### Coppa di Russia
| Armavir 23 agosto 2017 Quarto Turno | Torpedo Armavir | 0 – 0 referto | Kuban' | Stadion Junost' |

| Krasnodar 20 settembre 2017 Sedicesimi di finale | Kuban' | 0 – 2 referto | Spartak Mosca | Stadio Kuban' |